# Thomas Linley (starszy)
Thomas Linley starszy (ur. 17 stycznia 1733 w Badminton w hrabstwie Gloucestershire, zm. 19 listopada 1795 w Londynie) – angielski kompozytor i dyrygent.

## Życiorys
Uczył się w Bath u Thomasa Chilcota, następnie studiował w Londynie u Williama Boyce’a. Początkowo działał w Bath jako dyrygent koncertowy i nauczyciel śpiewu. Od 1767 roku wystawiał swoje opery w Londynie, gdzie w 1776 roku osiadł na stałe. Był współdyrektorem Theatre Royal przy Drury Lane. W 1777 roku został przyjęty na członka Royal Society of Musicians.
Doczekał się 12 dzieci.

## Utwory sceniczne
(na podstawie materiałów źródłowych)
- The Royal Merchant (wyst. 1767)
- The Duenna, or The Double Elopement (napisana wspólnie z synem; wyst. 1775)
- Selima and Azor (wyst.  1776)
- The Beggar’s Opera (wyst. 1777)
- The Camp (wyst. 1778)
- Zoraida (wyst. 1779)
- The Generous Imposter (wyst. 1780)
- The Gentle Shepherd (wyst. 1781)
- The Carnival of Venice (wyst. 1781)
- The Spanish Rivals (wyst. 1784)
- The Strangers at Home (wyst. 1785)
- Love in the East, or Adventures of Twelve Hours (wyst. 1788)